# Кнежевина Србија у раном средњем веку
Кнежевина Србија је у раном средњем веку је назив за прву српску државу, којом је владала прва српска династија Властимировић. Била је једна од раносредњовековних држава Срба, смештена у западним крајевима југоисточне Европе.
Кнежевина Србија је обухватала је средишње српске области у сливовима Ибра, Западне Мораве, Лима, Дрине, Босне и Врбаса. Настала је након насељавања Срба на Балканско полуострво у првој половини 7. века и постојала је све до друге половине 10. века.
Њен први владар познат по имену био је Вишеслав који је почео да влада око 780. године. Док је до тог времена, почевши од 680–681. године, бугарска држава заузела земље на истоку, Властимир је пружио отпор и победио бугарску војску у трогодишњем рату (839–842), а две силе су живеле у миру неколико деценија. Властимирова три сина успела су да заједно владају Србијом, мада не задуго; Србија је постала кључни део у борби за власт између Византинаца и Бугара, претежно у савезу са Византинцима, што је такође резултирало великим династичким ратовима у периоду од три деценије. Кнежевину је 924. припојио Симеон I и била подвргнута бугарској власти све до 933. године када је српски кнез Часлав постављен за владара српске земље, поставши најмоћнији владар династије Властимировића.
Важан процес у овом периоду била је христијанизација Срба, завршена успостављањем хришћанства као државне религије у другој половини 9. века. Кнежевину Србију су Византинци анексирали око 969–971 и тада је ова област постала Катепанат Рас, византијска војно-управна област. Главни подаци о историји кнежевине и династије Властимировића забележени су у савременом историјском делу De Administrando Imperio (написано око 948–949).

## Досељавање Срба у југоисточну Европу
Европски делови Византијског царства почетком 7. века свели су се на Цариград са најближом околином, Солун и поједине утврђене градове на црноморској, егејској, јонској и јадранској обали. У тим местима одржао се одређен број романизованог или хеленизованог касноантичког живља чији се потомци касније сусрећу у лику Влаха, Аромуна и Арбанаса. Планинске области северне Албаније пружале су уточиште прецима Албанаца који се у изворима јављају тек у 11. веку. Негде у њиховом суседству живеле су и масе Влаха које су се касније раселиле тако да је један део прешао преко Дунава и учествовао у образовању Румуна. Односи између Словена и староседеоцима у првим столећима после досељавања остају мало познати, али се зна да су Словени преузели од староседелаца поједине називе река и градова. Словени нису били повезани у веће целине већ су се окупљали у безброј мањих, слабо повезаних и несложних целина, што је подржавала и Византија. Разлог за то је, пре свега, природа земљишта, испресецаног планинским масивима и ненасељеним шумовитим просторима, као и друштвена организација Словена у то време. Византинци су читав простор насељен Словенима називали склавинијама. Колико је склавинија постојало и како су биле распоређене данас је непознато. Познате су само оне склавиније које су биле у видокругу византијских градова.
После деценија прелазака разних Словена јужно од Саве и Дунава, током прве половине 7. века и Срби су се доселили на Балканско полуострво. Податке о досељавању и пореклу Срба оставио је цар Константин VII Порфирогенит у свом „Спису о народима“:
| „ | Треба знати да Срби воде порекло од некрштених Срба названих и Бели, насељених са оне стране Турске (Мађарске) у крају који се код њих назива Бојки. Њима је у суседству Франачка, исто као и велика Хрватска, она некрштена, која се назива и Бела. Пошто су два брата наследила од оца власт над Србијом, један од њих, преузевши половину народа, пребегне Ираклију, цару Ромеја. | ” |

Константин VII Порфирогенит је писао у 10. веку, али остали су сачувани и старији спомени Срба. Једна скупина Срба зауставила се северно од Олимпа. Центар јој је био у Србици (Сервија). Врло рано су Византинци од ових племена отргли део и населили их у Малој Азији. У имену града Гордосервон у Битинији (забележен 680-681) сачуван је најстарији помен Срба.
Земљу у области Солуна која је по Србима добила назив Сервија они су добили за насељавање од цара Ираклија (610-641). Већина Срба ту није дуго остала, већ су одлучили да се врате у прапостојбину, али су се код Дунава предомислили и од цара тражили нову земљу за насељавање. Тада им је Ираклије доделио опустелу (од Авара) област између Саве и динарског масива. Населили су се у непосредном суседству Хрвата који су нешто раније дошли из Беле Хрватске. Област насељена Србима граничила се са кнежевинама Неретљана (између Цетине и Неретве), Захумљана (између Неретве и Дубровника), Травуњана (између Дубровника и Боке) и Дукљана (у подручју Скадарског језера). Сви су у 10. веку убрајани у Србе. Авари су се у другој половини 6. века наметнули као господари Словенима. Против њих је ратовала само држава коју је створио Само (623-658). Франачки походи крајем 8. века окончали су постојање Аварског каганата, а тиме и утицај Авара на Словене.
Видљива је тенденција Константина Порфирогенита да прикаже како је Ираклије имао контролу над Србима што је далеко од истине јер се зна да су Словени, заједно са Аварима, у то време опседали Солун, касније и Цариград. Ово питање остаје отворено. Извесно је да су се Срби населили у пет територијалних јединица: Србији, Паганији, Захумљу, Травунији и Конавлима.

## Жупе, градови и земље у Кнежевини Србији
Територија коју су Срби населили испресецана је планинама Динарског система. Нема ни великих речних долина које би представљале природне саобраћајнице. Словени, укључујући и Србе, били су претежно земљорадници. У оваквим природним и омањим географским целинама стваране су српске жупе. Срби су, као и остали Словени, живели у селима разбијеног типа, у близини река, шума, језера. Староседеоце су делимично протерали, уништили или асимиловали. Нису могли остати на окупу због природе терена већ су се разбили у више жупа. Скупине једне жупе су барем у почетку биле везане крвним сродством, а жупан је био старешина најутицајније породице. У прапостојбини се под жупом подразумевала скупина људи у крвном сродству. По досељавању, територијална компонента стиче примат над родбинским везама. Жупе су организоване у омањим географским целинама са десетак и више сеоских насеља.
Жупе се не помињу у 6. и 7. веку што је и разумљиво због тога што су скупине Словена биле на окупу пре насељавања на Балкан. Најранији помен титуле жупан је из 777. године. Био је то Фисо који је заклетвом потврдио границе својих територија. За Хрвате и Србе Порфирогенит каже: „ова племена, како кажу, немају архонте (кнезове) већ само старце жупане“. Самом цару било је познато да ова тврдња није тачна па је додао израз „како кажу“ да би ублажио констатацију. Међутим, та тврдња показује колико је достојанство жупана било уздигнуто, посебно међу Србима. Код Срба се, дакле, током 7. и 8. века издвојио посебан слој родовске аристократије са титулом жупана у чијим рукама је била војна и цивилна власт која је ограничена границама једне жупе.
Срби који су се доселили у унутрашњост Балканског полуострва били су одвојени од Срба у Приморју многобројним високим планинама. Границе Србије  могуће је само приближно одредити. На северу се граничила са Хрватском, а на југу са Бугарском. Северна граница била је река Сава, а у правцу југоистока Србија је допирала до долине Ибра пошто Порфирогенит као погранични крај наводи Рас. Барски родослов наводи 11 жупа на југу Србије, а Порфирогенит наводи осам насељених градова: Дестиник, Чернавуск, Међуречје, Дреснеик, Лесник, Салинес и у области Босне Катера и Десник. Утврђивање положаја ових градова, сем Салинеса који је назив за средњовековни град Соли (данашња Тузла), веома је тешко. Салинес је био и центар истоимене жупе. Дестиник се налазио на граници са Бугарском, могуће на месту старог средњовековног села Дрстника које и данас постоји (Метохија). Чернавуск се доводи у везу са Црном Стеном на којој је изграђена Милешева. Изједначује се са тврђавом познатом под називом град Милешевски. Положај Међуречја тешко је одредити; налазио се негде на простору Горње Дрине. Убификација Дреснеика је спорна; налазио се или на месту данашње Пљевље или Дрежника (југоисточно од Ужица). Лесник се везује за данашњу Лешницу у Јадру. Дестиник се налазио у земљи Хвостанској која је обухватала неколико жупа. Убификација Котора и Дресника није поуздана; око Високог и Зенице.
У склопу излагања Порфирогенит је поменуо и град Рас, али само поводом српско-бугарских пограничних сусрета.
У оквиру првобитне Србије се током 9. и 10. века налазила и област која се код Порфирофенита помиње као "земљица" Босна (грч. χωρίον Βόσονα), а у којој су постојала два утврђена града: Катера (грч. Κάτερα) и Десник (грч. Δεσνήκ).
У унутрашњости Србије временом су се развиле и друге области, а неке од њих су: Дрина (горњи ток Дрине), земља Моравице (горњи ток Западне Мораве), Соли (у долини Спрече), Усора (у долини истоимене реке), земља Доњи Краји (у долини реке Врбас), земља Срем (између Дрине и Колубаре). Све поменуте земље имале су преко 50 жупа док су све српске кнежевине у Приморју имале укупно 32 жупе.

## Историја до 10. века
Изгледа да је вођа сеобе Срба на Балкан, легендарни Селимир оснивач Кнежевине Србије на Балканском полуострву. Под влашћу првог владара Срба на Балкану биле су најмање три групе становника. Основни слој су чинили чланови српског племенског савеза који су дошли око 631. Други део су чинили сродни Словени који су дошли пре Срба и населили се на истом подручју. Трећи део становништва били су преживели Византинци, Романи који су се повукли већином у планинске пределе и утврђене градове у приморју. За те Романе изгледа је сачуван податак да су давали некакав порез легендарном Селимиру (око 631-652) као првом владару српске државе на Балкану.
Опис политичког развоја код Срба који је оставио Константин VII Порфирогенит у Де администрандо империо је кратак за ранији период и има велике празнине, а постаје детаљнији како се приближава 10. веку у коме је живео Константин VII Порфирогенит. Владарски син који је довео део Срба на Балкан умро је пре формирања бугарске државе, дакле пре 680. године. После њега су владали његов син, унук и архонти (кнежеви) истог рода. Том роду припадали су и први именовани српски владари: Вишеслав, Радослав, Просигој и Властимир. О првој тројици нема познатих података. Свакако је један од њих владао током устанка Људевита Посавског (822) који је морао бежати у западни део Србије. Порфирогенит пружа више података тек о Властимиру (прва половина 9. века) који је средином 9. века ратовао са бугарским каном Пресијаном. Трогодишњи српско бугарски рат вођен је између 836. и 852. године и завршен је српском победом. Пре средине 9. века травунијски жупан Велоје оженио је свога сина Крајину ћерком кнеза Властимира. Своме зету Властимир је дао титулу кнеза и тако је основана локална травуњанска династија Велојевића. Травунија се налазила под врховном влашћу Србије. Властимира су наследила тројица синова: Мутимир, Стројимир и Гојник. Као најстарији, Мутимир је остао главни владар. Мутимир је ратовао са бугарским каном Борисом. Бугари су потучени, војска им је пала у ропство, заједно са дванаест бољара и кановим сином (каснијим владарем) Владимиром. Борис је са Србима склопио мир, бугарски заробљеници су ослобођени, а Мутимирови синови испратили су их до границе (до Расе). Предаја заробљеника пропраћена је разменом дарова. Срби су дали два роба, два сокола, два пса и 80 крзнених хаљина. Тај поклон су Бугари тумачили као српски данак.
Након ове победе, Властимирови синови међусобно су се завадили. Као победник је изашао Мутимир који је своју браћу предао бугарском цару. Задржао је само синовца Петра који је убрзо побегао у Хрватску. Стројимир је умро у изгнанству. Његов син Клонимир је са неком Бугарком родио сина Часлава који ће касније играти значајну улогу у политичком животу Србије.

### Византијски утицај
За време Мутимирове владавине (до 891/2) Византија је отпочела са активнијом политиком на западу. Арабљани су 841. године освојили Бари, а одатле нападају византијске територије на југу Италије и на другој обали Јадрана. Опсели су и град Рагузион (Дубровник) који је настао на хриди одвојеној од копна настањивањем живља разореног и напуштеног Епидаура (данашњи Цавтат). Василије I покреће војску ка Дубровнику након чега Арабљани одустају од опсаде>. Свој пут на запад Василије је искористио да учврсти византијску власт над градовима и острвима. Образовао је тему Далмацију са седиштем у Задру која је обухватала територије од Кварнера до Котора. Један од најважнијих задатака византијских власти био је да осигура мир ромејском становништву на овим територијама. Како би то постигао, Василије је словенским владарима препустио данак кога су византијски градови плаћали стратегу. За узврат, кнежеви су прихватили цареву врховну власт, а сам цар је потврђивао кнежеве који су били на власти. Кнежеви су заузимали положај архоната у византијској хијерархији. Ни Словенима није сметао овакав облик византијске власти јер није дирао у њихове обичаје и начин живота. Византијска власт није имала само симболички карактер јер су одреди Хрвата, Срба (Захумљана и Травуњана) учествовали у освајању Барија 871. године.
У исто време пада и христијанизација Срба. Прва хришћанска светачка имена јављају се већ код Властимирових унука. Носе га најмлађи Мутимиров син Стефан и старији Гојников син Петар. Обојица су рођени између 870. и 874. године што значи да су њихови очеви у то доба већ били хришћани. Прихватању хришћанства највише су се опирали Неретљани (који су зато и названи Паганима), али је и њихово преобраћање завршено током Василијеве владавине. Примањем хришћанства код Срба је прихваћена и представа о свету као хришћанској васељени на чијем челу стоји византијски цар као Христов намесник на земљи. Током Василијеве владавине Ћирило и Методије спроводе своју мисију у Великоморавској кнежевини. Бугарска такође прима хришћанство. Пошто је у то време византијски утицај продирао само из приморских градова, мисионарски рад обављали су свештеници из приморских области. Архиепископија у Сплиту имала је црквену власт и над областима које су лежале дубоко у унутрашњости.

## Први пад кнежевине
Кнез Мутимир умро је 891. или 892. године, а оставио је тројицу синова: Прибислава, Брана и Стефана. Завладао је Прибислав као најстарији брат, али је његова владавина потрајала свега годину дана након чега га је збацио брат од стрица Петар који се током Мутимирове владавине налазио у Хрватској. Прибислав и његова браћа побегли су у Хрватску. Петра је 895. или 896. године напао Бран, али није имао успеха. Петар га је заробио и ослепео. Две године касније Петра је напао Клонимир, син Мутимировог брата Стројимира. Клонимир је заузео Достинику одакле је уздрмао Петров положај. Петар је на крају ипак изашао као победник, убио свог противника и следећих двадесет година владао у миру. У исто време грађански рат потреса и Бугарску. Бориса-Михаила је на престолу наследио син Владимир који није прихватио хришћанство. Због повратка државе у паганство, Борис се морао вратити из манастира, збацити свог сина и на престо поставити млађег Симеона (893-927). Са Симеоном је Петар Гојниковић склопио кумство.
Симеон је ратовао против Византије којој је 897. године нанео велики пораз и присилио је на плаћање данка. Мир је потрајао до смрти цара Лава VI када је управо због одбијања новог цара да плаћа данак поново плануо рат. Петар се на обали Неретљана састао са стратегом Драча. О састанку је био обавештен кнез Захумља Михаило Вишевић који није био у добрим односима са Петром. Обавестио је Симеона да Гојниковић преговара са Византинцима и Мађарима против Бугарске. Симеон, који је недавно однео велику победу над Византијом код Анхијала (917), шаље војску у Србију на челу са Павлом Брановићем (сином Брана Мутимировића). Гојниковић је на превару заробљен на састанку на коме су му Бугари гарантовали безбедност и обећање потврдили заклетвом и склапањем кумства. Преварени српски кнез Петар Гојниковић живот је завршио као заробљеник Бугара.
Павле Брановић је преузео власт у Србији (под врховном влашћу Симеона). Владао је Србијом три године (917-920), али се морао борити са претендентом на српски престо, својим братом од стрица Захаријем Прибислављевићем, кога је успео да порази и да га преда Бугарима. Убрзо Павле Брановић прелази на страну Византије против Бугарског царства. Симеон на њега шаље војску на челу са Захаријом. Захарије је овога пута поразио Брановића и преузео престо. Брановић је прогнан из земље. Међутим, и Захарија убрзо прелази на страну Византије „сетивши се доброчинства ромејског цара“ (није познат разлог). Први напад Бугара је одбио, али Симеон је предузео радикалније мере. На челу војске која је 924. године напала Србију налазио се Часлав, син Клонимира. Часлав је послужио као мамац. Постављен је на престо, а српски жупани позвани су да дају заклетву новом кнезу. Тамо су сви похватани и одведени у Бугарску, заједно са Чаславом. Порфирогенит, иначе савременик ових збивања, сведочи да је Србија сасвим опустела и да је у земљи остало само педесет људи. Иако су ове процене без сумње претеране, оне сведоче о одјеку бугарског освајања Србије. Бугари су предузели напад и на Хрватску, али су доживели потпуни пораз 926. године, или почетком 927. године.
У време Захаријиног бега у Хрватску око 924. године, забележен је нагли успон хрватске државе, а обично се наводи да је Константин VII Порфирогенит писао да се у Хрватској "ширила" војска величине до 60 хиљада коњаника и до 100 хиљада пешака, али постоји могућност да је превод био погрешан и да у Де администрандо империо пише до 3.000 коњаника и до 40.000 пешадинаца.
Постоји процена да је тада, пред крај владавине кнеза Захарија Србија имала војску која је бројала око 27.000 мушкараца, а површину између 70.000 и 80.000 километара квадратних и око 500.000 становника.
Освајања су биле поштеђене српске приморске кнежевине које је од остатка Србије одвајао динарски планински масив. Неретљани су се поново осамосталили>.

## Србија кнеза Часлава
Страдање Србије није дуго трајало. Након Симеонове смрти (927), његов наследник Петар склопио је мир са Византијом. Бугарски цар био је под јаким утицајем Романа Лакапина. У таквој ситуацији створени су услови за ослобођење Србије. Часлав је побегао из Бугарске и вратио се у Србију. Признао је врховну власт византијског цара и од њега затражио помоћ. Цар Константин Порфирогенит пише да је Часлав „средио и населио земљу и као архонт се у њој учврстио“. Није позната територија на којој је Часлав владао. На западу се граничио са Хрватском, а на западу и југозападу са Захумљем, Травунијом и Дукљом. У саставу Србије је засигурно био град Салинас (касније Соли, данашња Тузла) што наводи Порфирогенит као један од насељених српских градова. У оквиру Чаславове Србије била је и Босна која је у 10. веку обухватала само долину истоимене реке. На северу, Србија се простирала највероватније до Саве. У спису цара Порфирогенита забележено је да је Србија тада имала осам градова од којих су два била у оквирима Босне. Становништво се бавило земљорадњом, а гајили су и домаће животиње. Било је и неслободних људи који се у изворима из 13. и 14. века називају отроцима. Часлав је био савременик Константина Порфирогенита те је и последњи српски владар који се спомиње у спису о народима. Крај Часлављеве владавине познат је само по легендарним казивањима у Барском родослову (Летопису попа Дукљанина). У Босну је продро мађарски кнез Киз пљачкајући и пустошећи земљу. Часлав га је поразио у дринској жупи. Киз је погинуо у бици. Жељни освете, Мађари су покренули нов поход. Овога пута борбе су вођене у сремској области, у равницама јужно од Саве. У изненадном ноћном нападу Часлав је заробљен. По наговору удовице претходног мађарског главара, удављен је у Сави. Са Чаславом се прекида низ познатих владара из најстарије српске династије, али не због тога што је она изумрла већ због тога што о њој нема вести. Оно што се у Летопису казује о наводним Часлављевим наследницима фантастично је и не одговара општим приликама тога времена.

## Списак кнежева Србије
Владари Србије:
- легендарни Селимир (око 631-652)
- Вишеслав (8. век), кнез, први по имену познати српски владар
- Радослав Вишеславић (8-9. век), кнез
- Просигој (822-836), кнез
- Властимир (836-863), кнез
- Мутимир, Стројимир, Гојник (863-891), кнежеви
- Прибислав (891-892), кнез
- Петар Гојниковић (892-917), кнез
- Павле Брановић (917-920), кнез
- Захарија Прибисављевић (920-924), кнез
- Часлав Клонимировић (931-960), кнез
- Тихомир (960-969), велики жупан

## Извори и литература

### Викизворник
- Константин Порфирогенит, „De administrando Imperio“ (О управљању Царством) (глава 32)